# Власов, Виктор Алексеевич
Виктор Алексеевич Власов (11 июня 1951, Москва) — советский стрелок из винтовки, чемпион XXII Олимпийских игр (Москва-1980), многократный чемпион мира, Европы и СССР. Экс-рекордсмен мира и Европы. Заслуженный мастер спорта СССР (1980), заслуженный тренер России (2000).

## Биография
Во время учёбы в школе выступал за команду Московского округа ПВО. В 1968 году стал чемпионом Вооруженных Сил среди юношей в стрельбе из пневматической винтовки. В 1970 году был призван в армию и начал стрелять под руководством тренера ЦСКА Владимира Михайловича Евдокимова.
В 1970 году выполнил норму мастера спорта. В 1972 году после демобилизации выступал за ДОСААФ. На первых международных соревнованиях выполнил в двух упражнениях норму мастера спорта международного класса. Выиграл чемпионат СССР и вошёл в сборную команду страны.
В 1980 году 29-летний Власов выиграл золото московской Олимпиады в стрельбе из малокалиберной винтовки из 3 положений с 50 метров, опередив немца из ГДР Бернда Хартштайна и шведа Свена Йоханссона.